# Pena di morte in Francia
La pena di morte in Francia esistette ufficialmente dal Medioevo fino al 1981.

## Storia

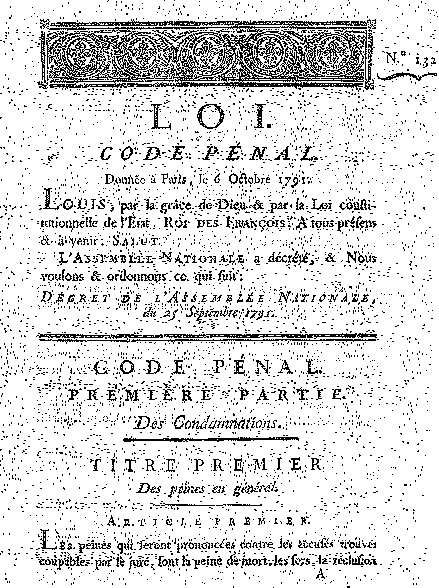
Frontespizio del Code pénal del 1791.

### Antico regime
Durante l’Ancien Régime il supplizio dello squartamento, importato dall’Inghilterra, era riservato ai regicidi, perché creduto un valido deterrente per la folla di spettatori: nel 1610 infatti fu squartato François Ravaillac, uccisore di Enrico IV di Borbone e nel 1757 Robert François Damiens, attentatore del re Luigi XV. Questo tipo di squartamento era diverso da quello usato in Inghilterra: infatti venivano legate le braccia e le gambe del condannato ai cavalli, i quali, aizzati in direzioni diverse, provocavano lo spezzamento dell'addome ma per atto di misericordia il boia troncava di netto la testa quando vedeva che le membra cominciavano a lacerarsi. La decapitazione, metodo di esecuzione tra i meno crudeli nell'Ancien Régime, era riservata ai nobili.

### L'adozione della ghigliottina
Già dal 1791, ci fu un progetto per abolire in Francia la pena di morte, ma l'Assemblea Nazionale Costituente rifiutò la proposta, vietando, per contro, la tortura.
Durante il periodo del Terrore lo strumento usato per eseguire la pena capitale era la ghigliottina, che veniva considerata meno crudele dello sventramento in quanto essa uccideva il condannato senza fargli subire sofferenze atroci.
Il 26 ottobre 1795, la Convenzione nazionale abolì la pena capitale, ma solamente quando il paese avesse attraversato un periodo di pace. Con  Napoleone Bonaparte, venne ristabilita nel 1810 con il Codice penale francese del 1810, rimasto in vigore fino al 1994.

### Decreto Crémieux
Un decreto di Adolphe Crémieux del 25 novembre 1870 riformò l'uso della ghigliottina. Inoltre veniva previsto che un solo boia doveva prendersi carico dell'esecuzione, pertanto si abolivano gli esecutori provinciali (all'epoca ne esisteva uno per ogni corte d'assise).

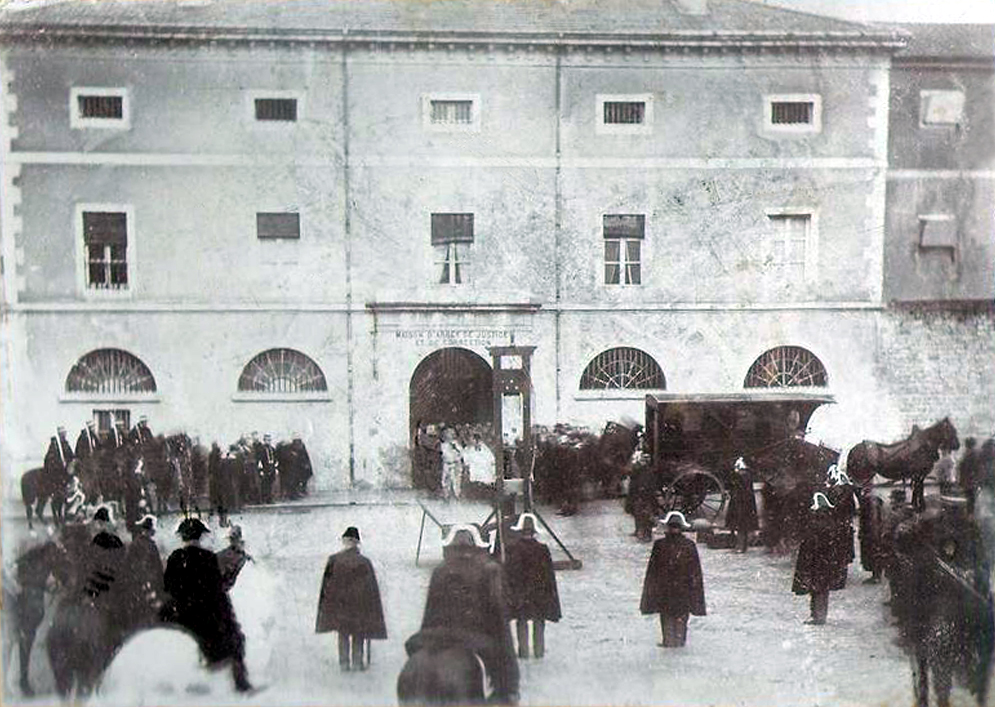
Esecuzione pubblica del pluriomicida Pierre Vaillat davanti alla prigione di Lons-le-Saunier, Francia, 20 aprile 1897.

### La presidenza Fallières e il caso Soleilland
Nei primi anni del Novecento la Francia poteva quasi dirsi abolizionista di fatto, poiché per tre anni, tra il 1905 e il 1908, il Presidente della repubblica Armand Fallières graziò sistematicamente tutti i condannati. L'abolizione della pena di morte in Francia era all'ordine del giorno nel 1906, ma la pubblica opinione francese vi era ancora ostile. L'ultima esecuzione, prima di quello stop momentaneo, fu quella del muratore italiano Antonio Pozzi giustiziato a Belfort il 6 ottobre 1905. Sebbene continuassero, e anzi aumentassero rispetto agli anni precedenti, ad arrivare da parte delle corti d'assise diverse pronunce per la condanna capitale, la grazia presidenziale arrivava puntuale. Da una parte il presidente della Repubblica, insieme al primo ministro Georges Clemenceau e il guardasigilli Aristide Briand, erano aperti al superamento di tale pena, dall'altra i condannati ne godevano, tanto che André Negro, graziato proprio da Fallières, arrivò a scrivere al presidente per reclamare una donna per passare il tempo e un'arma per uccidere il suo secondino.
Nell'inverno del 1907 a Parigi Albert Soleilland uccise brutalmente la dodicenne Marthe. La pubblica opinione, dopo essere scoppiato il caso, si appassionò della vicenda. Il 23 luglio dello stesso anno la corte d'assise della Senna condannò il bruto ovviamente a morte. Dopo la sentenza ci fu un'esplosione di gioia da parte dell'opinione pubblica. Il 13 settembre il presidente Fallières graziò tutti condannati a morte tra cui lo stesso Soleilland. Il 15 settembre ci fu una manifestazione pubblica in cui si chiedeva le dimissioni di Fallières.
L'8 dicembre 1908 venne respinto, solo 201 voti a favore contro 330 contro, un progetto di legge, promosso da Aristide Briand, che aveva lo scopo di abolire la pena capitale nel paese.
L'8 gennaio 1909 la ghigliottina riprese a funzionare a Béthune quando i "Bandits d'Hazebrouck" Théophile Deroo, Canut Vromant, Auguste Pollet e Abel Pollet, assassini seriali, furono i primi giustiziati dalla fine del 1905.

### La fine delle esecuzioni pubbliche
Dopo lo scandalo dell'esecuzione di Eugen Weidmann, il 24 giugno 1939 il presidente del consiglio Édouard Daladier promulgò un decreto di legge con il quale si abolivano le esecuzioni in pubblico.
Mentre era alla guida del regime collaborazionista di Vichy, instauratosi nel sud-est del paese nel 1940, il Maresciallo Philippe Pétain rifiutò la grazia ad otto donne, poi ghigliottinate: tale scelta intransigente non era più stata fatta da oltre mezzo secolo.

### Anni Settanta: le ultime esecuzioni
Con le esecuzioni, nel novembre 1972, di Claude Buffet e Roger Bontems, iniziò la crociata di Robert Badinter per l'abolizione totale della pena di morte in Francia. Nel maggio 1973, a Marsiglia venne giustiziato Ali Benyanes; la sua esecuzione catturò poca attenzione dall'opinione pubblica francese. Per la terza volta in meno di sei mesi, Georges Pompidou, sebbene sfavorevole alla pena capitale, lasciò un condannato alla ghigliottina. Nel 1976 venne giustiziato il ventiduenne Christian Ranucci, accusato di aver rapito ed ucciso una ragazzina; il presidente Valery Giscard d'Estaing gli rifiutò la grazia, ma in seguito la sua colpevolezza venne messa in dubbio con il "caso del pull-over rosso". L'esecuzione di Ranucci, per le modalità con cui è stata condotta l'istruttoria, per le zone d'ombra che hanno accompagnato la vicenda e l'incertezza sulla sua colpevolezza, mai provata in modo del tutto convincente, fa scalpore ancora oggi. Patrick Henry, accusato dell'omicidio di un bambino, il 21 gennaio 1977 sfuggì alla condanna capitale, nonostante l'opinione pubblica francese dell'epoca ne richiedesse la testa, grazie all'estenuante difesa dell'avvocato Robert Badinter. Poco dopo, il 23 giugno 1977, Jérôme Carrein venne ghigliottinato. Il 10 settembre dello stesso anno venne eseguita l'ultima condanna in Francia, quella di Hamida Djandoubi.

### L'abolizione
Nel 1981, durante la campagna elettorale, François Mitterrand dichiarò di essere contrario alla pena capitale; in seguito, il 10 maggio dello stesso anno, fu eletto Presidente della Repubblica. Il 25 maggio Mitterrand graziò il condannato Philippe Maurice, l'ultimo condannato ad essere graziato. Il 9 ottobre 1981 venne promulgata la legge che aboliva la pena di morte dal codice penale francese. Tra la fine del 1980 e l'abolizione alcuni altri imputati furono condannati in prima istanza della Corte d'Assise francese. Tutte queste sentenze furono cassate e annullate sia prima del 9 ottobre da una corte d'appello durante il corso normale delle procedure giurisdizionali, sia subito dopo il 9 ottobre, a causa dell'assenza di una base legale per eseguire la pena, mentre una procedura d'appello era ancora in corso.

## Condannati e giustiziati nella Quinta Repubblica (1959-1981)
Questa lista è suscettibile di variazioni e potrebbe essere incompleta o non aggiornata.

| Nominativo                             | Data condanna     | Verdetto finale                        | Luogo esecuzione     |
| -------------------------------------- | ----------------- | -------------------------------------- | -------------------- |
| Jules Vilion                           | 16 gennaio 1959   | Sentenza cassata il 16 aprile 1959     |                      |
| Jules Vilion                           | 17 giugno 1959    | Graziato il 13 novembre 1959           |                      |
| René Pons                              | 19 novembre 1959  | Ghigliottinato il 21 giugno 1960       | Bordeaux             |
| Georges Rapin                          | 31 marzo 1960     | Ghigliottinato il 26 luglio 1960       | Parigi               |
| Claude Charmes                         | 29 aprile 1960    | Graziato                               |                      |
| Roland Imberdis                        | 28 gennaio 1961   | Graziato il 21 luglio 1961             |                      |
| Louis Jalbaud                          | 1º febbraio 1961  | Ghigliottinato il 7 dicembre 1961      |                      |
| Berthe Borgnet                         | 7 marzo 1961      | Graziata il 21 ottobre 1961            |                      |
| Andrée Perbeyre                        | 27 settembre 1961 | Graziata il 29 maggio 1962             |                      |
| Mohammed Akkouche                      | 27 settembre 1961 | Graziato il 30 maggio 1962             |                      |
| Larbi Abdelmajid ben Salah             | 25 ottobre 1961   | Graziato l'8 giugno 1962               |                      |
| Philippe Paul                          | 28 febbraio 1962  |                                        |                      |
| Claude Piegts (OAS)                    |                   | Fucilato il 7 giugno 1962              | Fort du Trou-d'Enfer |
| Albert Dovecar (OAS)                   |                   | Fucilato il 7 giugno 1962              | Fort du Trou-d'Enfer |
| Roger Degueldre (OAS)                  | 28 giugno 1962    | Fucilato il 6 luglio 1962              | Fort d'Ivry          |
| Jean-Marie Bastien-Thiry (OAS)         | 4 marzo 1963      | Fucilato l'11 marzo 1963               | Fort d'Ivry          |
| Fernand M.                             | 5 maggio 1963     | Graziato il 5 ottobre 1963             |                      |
| Stanislas Juhant                       | 29 ottobre 1963   | Ghigliottinato il 17 marzo 1964        | Parigi               |
| Pawel Simsic                           | 29 ottobre 1963   | Graziato                               |                      |
| Mazouz Ghaouti                         | 13 novembre 1963  | Ghigliottinato il 27 giugno 1964       | Lione                |
| Raymond Anama                          | dicembre 1963     | Ghigliottinato il 17 giugno 1964       | Fort-de-France       |
| Robert Actis                           | 31 gennaio 1964   | Ghigliottinato il 27 giugno 1964       | Lione                |
| Lambert Gau                            | 12 dicembre 1964  | Ghigliottinato il 22 giugno 1965       | Fort-De-France       |
| Juan Lorenzo Celerian                  | 20 gennaio 1965   | Graziato il 14 giugno 1965             |                      |
| Antonio Abate                          | 25 marzo 1965     | Graziato il 12 luglio 1965             |                      |
| Pierre Gaudry                          | 24 giugno 1965    | Graziato il 16 novembre 1965           |                      |
| Saïb Hachani                           | 29 ottobre 1965   | Ghigliottinato il 22 marzo 1966        | Lione                |
| Denis Berrogain                        | 4 novembre 1966   | Graziato il 4 febbraio 1967            |                      |
| Jude Hutin                             | 24 febbraio 1967  | Graziato il 7 luglio 1967              |                      |
| Gunther Volz                           | 23 giugno 1967    | Ghigliottinato il 16 dicembre 1967     | Metz                 |
| Omar Osman Rabah                       | 27 giugno 1969    | Graziato il 21 novembre 1968           |                      |
| Jean-Laurent Olivier                   | 27 settembre 1968 | Ghigliottinato l'11 marzo 1969         | Amiens               |
| Serge Barany e Noël Marcucci           | 3 ottobre 1968    | Sentenza cassata per un vizio di forma |                      |
| Serge Barany e Noël Marcucci           | 18 marzo 1969     | Graziati il 22 luglio 1969             |                      |
| André Vegnaduzzi                       | 9 maggio 1969     | Graziato il 20 settembre 1969          |                      |
| Alexandre Viscardi                     | 31 maggio 1969    | Graziato il 20 settembre 1969          |                      |
| Jean-Michel Guinut                     | 18 giugno 1971    | Graziato il 15 novembre 1971           |                      |
| Mohamed Libdiri                        | 4 ottobre 1971    | Graziato il 27 novembre 1972           |                      |
| Jean-Pierre Boursereau                 | 6 ottobre 1971    |                                        |                      |
| Jacques Lerouge                        | 1º dicembre 1971  | Sentenza cassata il 24 febbraio 1972   |                      |
| Guy Chauffour                          | 24 marzo 1972     | Sentenza cassata il 7 giugno 1972      |                      |
| Bernard Cousty                         | 2 giugno 1972     | Sentenza cassata                       |                      |
| Claude Buffet e Roger Bontems          | 29 giugno 1972    | Ghigliottinati il 28 novembre 1972     | Parigi               |
| Ali Ben Yanès                          | 29 settembre 1972 | Ghigliottinato il 12 maggio 1973       | Marsiglia            |
| Guy Chauffour                          | 3 ottobre 1972    | Graziato l'11 maggio 1973              |                      |
| Antoine Santelli                       | 26 febbraio 1973  | Graziato il 3 luglio 1973              |                      |
| Jean-Claude Bruckmann                  | 3 aprile 1973     |                                        |                      |
| Jean-Pierre Techer e Marie-Claire Emma | 26 giugno 1973    | Graziati il 3 dicembre 1973            |                      |
| Robert Hennebert e Roger Davoine       | 16 novembre 1973  | Graziati il 22 marzo 1974              |                      |
| Antonio Cabrera                        | 28 ottobre 1974   |                                        |                      |
| Bruno Triplet                          | 3 ottobre 1975    | Graziato il 10 febbraio 1976           |                      |
| Moussa Benzhara                        | 25 febbraio 1976  | Graziato il 6 agosto 1976              |                      |
| Christian Ranucci                      | 10 marzo 1976     | Ghigliottinato il 28 luglio 1976       | Marsiglia            |
| Marcellin Horneich e Joseph Keller     | 25 giugno 1976    | Graziati l'8 gennaio 1977              |                      |
| Jérôme Carrein                         | 12 luglio 1976    | Sentenza cassata il 14 ottobre 1976    |                      |
| Jérôme Carrein                         | 1º febbraio 1977  | Ghigliottinato il 23 giugno 1977       | Douai                |
| Hamida Djandoubi                       | 25 febbraio 1977  | Ghigliottinato il 10 settembre 1977    | Marsiglia            |
| Michel Bodin                           | 25 marzo 1977     | Sentenza cassata                       |                      |
| William Welmant                        | 22 aprile 1977    |                                        |                      |
| Michel Rousseau                        | 9 novembre 1977   | Sentenza cassata                       |                      |
| Mohamed Yahiaoui                       | 25 novembre 1977  | Sentenza cassata                       |                      |
| Jean Portais                           | 17 dicembre 1977  | Sentenza cassata                       |                      |
| Norbert Garceau                        | 14 giugno 1979    | Sentenza cassata il 4 ottobre 1979     |                      |
| Jean-Luc Rivière e Mohamed Chara       | 18 ottobre 1980   | Sentenza cassata il 17 marzo 1981      |                      |
| Philippe Maurice                       | 28 ottobre 1980   | Graziato il 25 maggio 1981             |                      |

## Regime di detenzione dei condannati
Il regime di detenzione dei condannati a morte veniva regolato dal codice di procedura penale. Un condannato veniva recluso individualmente; era sorvegliato giorno e notte, in modo che fossero evitati i tentativi di evasione e di suicidio. Erano esenti da ogni forma di lavoro. Potevano fumare, leggere e scrivere ed ottenere dei viveri supplementari. I condannati potevano, previa autorizzazione, ricevere visite dai familiari, oltre che dai loro avvocati, dal religioso del proprio culto e dagli assistenti sociali; un sorvegliante doveva essere presente all'incontro.
Infine i condannati dovevano essere sottoposti a questo regime dal giorno della loro condanna a morte al giorno dell'accettazione del ricorso in cassazione, della grazia presidenziale o dell'esecuzione.

## La prassi di una condanna a morte (secolo XX)
L'ultima alba di un condannato alla ghigliottina veniva definita come "la messe rouge" (la messa rossa). Il cosiddetto "cerimoniale" restò lo stesso anche dopo l'interdizione delle esecuzioni in pubblico. Circa quattro ore prima di una esecuzione, la polizia iniziava a formare un cordone attorno l'ingresso della prigione e a proibirne l'entrata a coloro che non fossero autorizzati. I convenuti all'esecuzione, con un lasciapassare, entravano in carcere ed andavano nell'ufficio del direttore. In quei momenti la ghigliottina era montata e il boia veniva ad avvertire i presenti che il momento era arrivato. Circa 45 minuti prima dell'esecuzione una dozzina di persone si dirigeva verso la cella dove dormiva il condannato, senza far rumore (spesso la sera precedente si posavano sul pavimento dei tappeti per coprire la risonanza). I secondini, per fare ancora meno rumore, si toglievano le scarpe; così aprivano di colpo la porta, si gettavano sul condannato, lo ammanettavano e, nel caso si fosse ribellato, lo legavano. Uno dei secondini si piazzava vicino al letto, un altro al fondo della cella e un terzo chiudeva la porta. Allora gli ufficiali entravano nella cella, gli avvocati andavano a confortare il loro cliente e il procuratore informava che la domanda di grazia era stata respinta.
Camminando veloce, il corteo, con al centro il condannato a morte, attraversava i corridoi della prigione. Il gruppetto si fermava una prima volta per proporre al condannato di cambiarsi. Poi, arrivati in cancelleria, si procedeva ad un'ultima sosta. Si dava il permesso al condannato, con della carta e una penna stilografica, di scrivere una lettera. Il giudice chiedeva al condannato se avesse qualcosa da dichiarare e in base al suo volere, un prete, o altro ministro di culto, si avvicinava per raccoglierne l'ultima confessione, e talvolta veniva data anche la comunione. Dopodiché il condannato veniva fatto sedere su uno sgabello e gli si versava, in un bicchiere, qualcosa da bere, un alcolico, un caffè o della cioccolata, e gli si dava da fumare, al massimo due sigarette. Dopo aver bevuto il bicchiere, il condannato veniva slegato e firmava il foglio di scarcerazione. Subito dopo si avvicinavano gli aiutanti del boia. Uno dei due legava le caviglie, affinché il condannato potesse fare solo piccoli passi, un altro aiutante legava i polsi, infine un terzo aveva il compito di tagliare la camicia, oppure la levava del tutto, e radeva i capelli sporgenti sulla nuca. Il boia avanzava e firmava il foglio di scarcerazione e faceva segno ai suoi aiutanti di seguirlo. Tenendo il condannato, gli aiutanti si dirigevano verso la porta d'uscita. Quando c'erano ancora le esecuzioni pubbliche, il condannato saliva su un furgone, con cui veniva portato al luogo dell'esecuzione, a circa 500 metri dalla prigione. Dopo il 1939, le esecuzioni si tenevano nel cortile della prigione. Passata la porta della prigione, le operazioni procedevano con velocità. Il condannato veniva posto sul basculante e passava dalla posizione verticale a quella orizzontale. Un sistema mobile faceva avanzare la plancia, con sopra il corpo del condannato; la testa veniva posta tra i due montanti. Il boia batteva fortemente la parte superiore della lunetta, mentre un aiutante tirava la testa per metterla in buona posizione. Talvolta il condannato veniva stordito con un colpo sulla nuca. Il boia faceva poi funzionare la ghigliottina. Eseguita la condanna, il corpo del condannato, troncato dalla testa, veniva spinto dal boia in un paniere di vimini posto alla destra della ghigliottina. La testa cadeva in una vasca di zinco. Il sangue usciva a zampilli, sporcando i bois de justice. Dopo l'esecuzione il medico legale constatava la morte e forniva il permesso di inumare il corpo, senza menzionare la causa del decesso. La testa veniva riposta nel paniere assieme al corpo. Fatta l'esecuzione, veniva pulito il suolo e la ghigliottina veniva smontata. Il cancelliere redigeva un verbale di esecuzione, che veniva affisso all'entrata della prigione per 24 ore.
La famiglia poteva ricevere il corpo del condannato e farlo seppellire con la massima discrezione.

## Crimini capitali in Francia nel 1981
Il codice penale francese, almeno fino al 1981, prevedeva una larga casistica di crimini passibili di condanna a morte. Inoltre veniva precisato il metodo di esecuzione: fucilazione quando la condanna veniva emessa da un tribunale militare; decapitazione in tutti gli altri casi. Dal 1792 in poi la decapitazione fu espletata tramite ghigliottinamento. La ghigliottina non veniva usata in certe circostanze particolari, nel caso non potesse arrivare sul luogo dell'esecuzione o nel caso di crimini contro la sovranità dello stato, e l'alternativa era la fucilazione.

## Precauzioni contro il ripristino della pena di morte
Nel 1993 un gruppo di deputati neogollisti, capitanati da Roland Numgesser proposero di ristabilire la pena di morte nei casi di rapimento e assassinio di bambini, recidiva in fatti di sangue, assassinio a seguito di torture e assassinio di agenti di polizia. Nel 1994 a seguito di gravi fatti di sangue, Jean-Marie Le Pen ritornò a richiedere il ripristino della pena di morte in Francia.
Nel 2004, si è fatta avanti la proposta di ripristinare la pena capitale per atti terroristici: in particolare, il leader dell'estrema destra Jean-Marie Le Pen si può definire un sostenitore della pena di morte.
Nei primi mesi del 2007 la pena di morte è stata esplicitamente esclusa anche dalla Costituzione francese, allo scopo di rendere più difficile un suo eventuale reinserimento nel codice penale.

## La pena di morte in Francia nel cinema
- Il film giallo italo-francese del 1978 Il testimone, interpretato da Alberto Sordi e Philippe Noiret e tratto da Le Témoin di Harrison Judd, affronta il tema della pena di morte in Francia. In una delle ultime scene del film, il pittore accusato di omicidio e condannato alla pena capitale, interpretato da Sordi, scrive una lettera sulla pena di morte al presidente francese.
- Anche il film giallo-drammatico italo-francese del 1973 di José Giovanni Due contro la città (Deux hommes dans la ville), interpretato da Jean Gabin ed Alain Delon dedica l'ultima scena ad un'accurata ricostruzione dell'esecuzione capitale esattamente come descritta più sopra ("La prassi di una condanna a morte (secolo XX)").
- Nel film Danton del 1983, di Andrzej Wajda, una scena è dedicata alla condanna dello stesso protagonista interpretato da Gérard Depardieu.
- Nella miniserie tv La rivoluzione francese del 1989, di Robert Enrico e Richard T. Heffron, la ghigliottina è la macchina protagonista delle esecuzioni capitali.
- Il film del 1988 Un affare di donne di Claude Chabrol, interpretato da Isabelle Huppert, racconta la vicenda di Marie-Louise Giraud, una delle ultime donne ad essere ghigliottinate in Francia.